# Sebastian Brendel
Sebastian Brendel (Schwedt, 12 de marzo de 1988) es un deportista alemán que compite en piragüismo en la modalidad de aguas tranquilas.
Participó en tres Juegos Olímpicos de Verano, obteniendo en total cuatro medallas, oro en Londres 2012, dos oros en Río de Janeiro 2016 y bronce en Tokio 2020. En los Juegos Europeos  consiguió dos medallas, oro en Bakú 2015 y bronce en Minsk 2019.
Ganó 26 medallas en el Campeonato Mundial de Piragüismo entre los años 2007 y 2023, y 29 medallas en el Campeonato Europeo de Piragüismo entre los años 2007 y 2022.

## Palmarés internacional
| Juegos Olímpicos   | Juegos Olímpicos            | Juegos Olímpicos  | Juegos Olímpicos |
| Año                | Lugar                       | Medalla           | Competición      |
| ------------------ | --------------------------- | ----------------- | ---------------- |
| 2012               | Londres (Reino Unido)       | Medalla de oro    | C1 1000 m        |
| 2016               | Río de Janeiro (Brasil)     | Medalla de oro    | C1 1000 m        |
| 2016               | Río de Janeiro (Brasil)     | Medalla de oro    | C2 1000 m        |
| 2020               | Tokio (Japón)               | Medalla de bronce | C2 1000 m        |
| Campeonato Mundial |                             |                   |                  |
| Año                | Lugar                       | Medalla           | Competición      |
| 2007               | Duisburgo (Alemania)        | Medalla de plata  | C4 500 m         |
| 2009               | Dartmouth (Canadá)          | Medalla de bronce | C1 1000 m        |
| 2010               | Poznań (Polonia)            | Medalla de bronce | C1 1000 m        |
| 2011               | Szeged (Hungría)            | Medalla de bronce | C1 4 × 200 m     |
| 2013               | Duisburgo (Alemania)        | Medalla de oro    | C1 5000 m        |
| 2013               | Duisburgo (Alemania)        | Medalla de plata  | C1 1000 m        |
| 2013               | Duisburgo (Alemania)        | Medalla de plata  | C1 4 × 200 m     |
| 2014               | Moscú (Rusia)               | Medalla de oro    | C1 1000 m        |
| 2014               | Moscú (Rusia)               | Medalla de oro    | C1 5000 m        |
| 2014               | Moscú (Rusia)               | Medalla de plata  | C1 500 m         |
| 2015               | Milán (Italia)              | Medalla de oro    | C1 1000 m        |
| 2015               | Milán (Italia)              | Medalla de oro    | C1 5000 m        |
| 2017               | Račice (República Checa)    | Medalla de oro    | C1 1000 m        |
| 2017               | Račice (República Checa)    | Medalla de oro    | C4 1000 m        |
| 2017               | Račice (República Checa)    | Medalla de oro    | C1 5000 m        |
| 2018               | Montemor-o-Velho (Portugal) | Medalla de oro    | C1 1000 m        |
| 2018               | Montemor-o-Velho (Portugal) | Medalla de oro    | C1 5000 m        |
| 2018               | Montemor-o-Velho (Portugal) | Medalla de plata  | C1 500 m         |
| 2019               | Szeged (Hungría)            | Medalla de oro    | C1 500 m         |
| 2019               | Szeged (Hungría)            | Medalla de oro    | C1 5000 m        |
| 2021               | Copenhague (Dinamarca)      | Medalla de plata  | C1 5000 m        |
| 2022               | Halifax (Canadá)            | Medalla de oro    | C2 1000 m        |
| 2022               | Halifax (Canadá)            | Medalla de plata  | C2 500 m mixto   |
| 2022               | Halifax (Canadá)            | Medalla de bronce | C1 5000 m        |
| 2023               | Duisburgo (Alemania)        | Medalla de plata  | C1 5000 m        |
| 2023               | Duisburgo (Alemania)        | Medalla de bronce | C1 1000 m        |
| Juegos Europeos    |                             |                   |                  |
| Año                | Lugar                       | Medalla           | Competición      |
| 2015               | Bakú (Azerbaiyán)           | Medalla de oro    | C1 1000 m        |
| 2019               | Minsk (Bielorrusia)         | Medalla de bronce | C1 1000 m        |
| Campeonato Europeo |                             |                   |                  |
| Año                | Lugar                       | Medalla           | Competición      |
| 2007               | Pontevedra (España)         | Medalla de bronce | C4 500 m         |
| 2008               | Milán (Italia)              | Medalla de plata  | C1 500 m         |
| 2008               | Milán (Italia)              | Medalla de bronce | C1 1000 m        |
| 2009               | Brandeburgo (Alemania)      | Medalla de plata  | C1 1000 m        |
| 2009               | Brandeburgo (Alemania)      | Medalla de plata  | C1 4 × 200 m     |
| 2009               | Brandeburgo (Alemania)      | Medalla de bronce | C1 500 m         |
| 2010               | Corvera (España)            | Medalla de oro    | C1 1000 m        |
| 2011               | Belgrado (Serbia)           | Medalla de oro    | C1 1000 m        |
| 2011               | Belgrado (Serbia)           | Medalla de oro    | C1 5000 m        |
| 2012               | Zagreb (Croacia)            | Medalla de oro    | C1 1000 m        |
| 2013               | Montemor-o-Velho (Portugal) | Medalla de oro    | C1 5000 m        |
| 2014               | Brandeburgo (Alemania)      | Medalla de oro    | C1 1000 m        |
| 2014               | Brandeburgo (Alemania)      | Medalla de oro    | C1 5000 m        |
| 2014               | Brandeburgo (Alemania)      | Medalla de plata  | C1 500 m         |
| 2015               | Račice (República Checa)    | Medalla de oro    | C1 1000 m        |
| 2015               | Račice (República Checa)    | Medalla de oro    | C1 5000 m        |
| 2016               | Moscú (Rusia)               | Medalla de oro    | C1 1000 m        |
| 2017               | Plovdiv (Bulgaria)          | Medalla de oro    | C1 1000 m        |
| 2017               | Plovdiv (Bulgaria)          | Medalla de oro    | C1 5000 m        |
| 2017               | Plovdiv (Bulgaria)          | Medalla de plata  | C4 1000 m        |
| 2018               | Belgrado (Serbia)           | Medalla de oro    | C1 5000 m        |
| 2018               | Belgrado (Serbia)           | Medalla de plata  | C1 500 m         |
| 2018               | Belgrado (Serbia)           | Medalla de plata  | C1 1000 m        |
| 2021               | Poznań (Polonia)            | Medalla de oro    | C2 1000 m        |
| 2021               | Poznań (Polonia)            | Medalla de oro    | C1 5000 m        |
| 2021               | Poznań (Polonia)            | Medalla de plata  | C2 500 m         |
| 2022               | Múnich (Alemania)           | Medalla de oro    | C2 1000 m        |
| 2022               | Múnich (Alemania)           | Medalla de oro    | C1 5000 m        |
| 2022               | Múnich (Alemania)           | Medalla de bronce | C2 500 m         |